# Chorwacka Republika Herceg-Bośni
Chorwacka Republika Herceg-Bośni (chorw. Hrvatska Republika Herceg-Bosna) – państwo istniejące podczas wojny w Bośni i Hercegowinie.
W lipcu 1991 władzę nad prowincją Herceg-Bośnia przejęły nacjonalistyczne siły chorwackie. 18 listopada 1991 ogłoszono powstanie niezależnego chorwackiego rządu Herceg-Bośni. Stolicą kraju ogłoszono zachodnią część miasta Mostar. 14 września 1992 trybunał konstytucyjny Bośni i Hercegowiny ogłosił nielegalność Herceg-Bośni. 28 sierpnia 1993 oficjalnie ogłoszono powstanie niezależnej od rządu w Sarajewie Chorwackiej Republiki Herceg-Bośni. 20 stycznia 1994 Bośnia i Hercegowina ogłosiła nieważność tej deklaracji.
W marcu 1994 w Waszyngtonie doszło do porozumienia między Chorwatami a Bośniakami. Zgodnie z nim Herceg-Bośnię połączono z Bośnią i Hercegowiną w federację Bośni i Hercegowiny, jedną z 2 jednostek administracyjnych Bośni. Jedynym prezydentem republiki był Mate Boban.